# Tenebrário

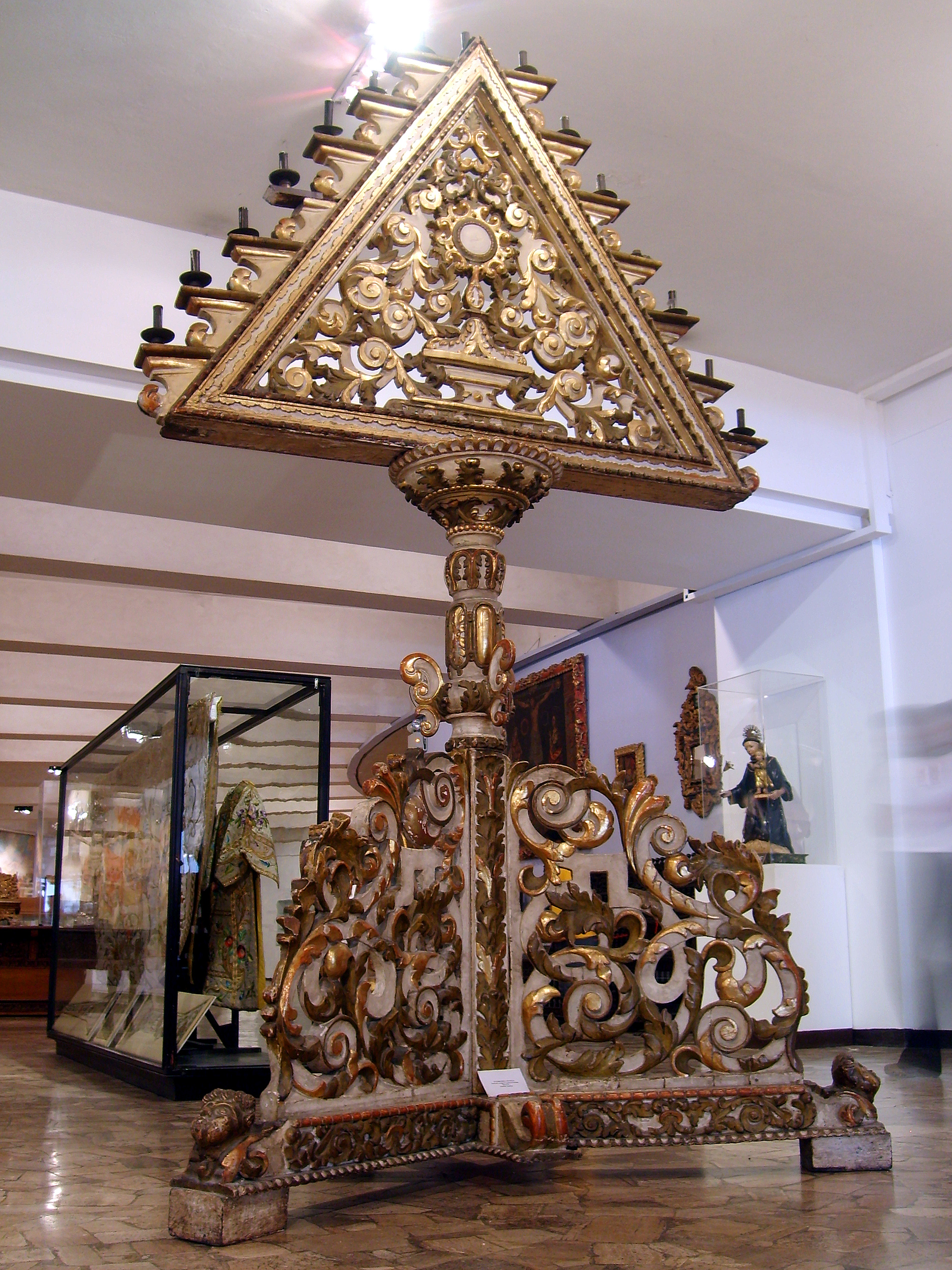
Tenebrário colonial no Museu del Carmen de Maipú, Chile

Um tenebrário é um candelabro de forma triangular com quinze velas, dispostas escalonadamente, que se vão apagando progressivamente durante o ofício religioso da Tríduo Pascal e principalmente da Sexta-feira Santa.
Neste ofício são lidos os salmos do profeta Jeremias, e o tenebrário fica no presbitério. As suas velas, de cera amarela, vão sendo apagadas uma a uma no final de cada salmo de matinas e laudes, começando pelo ângulo inferior direito, ficando acendida apenas a mais alta, que em alguns sítios costuma ser de cor branca.
As quinze velas representam os onze apóstolos, as três Marias e a Virgem Maria, ou seja, aqueles que acompanharam Jesus.